# Latino
Latino oder weiblich Latina bezeichnet eine Person lateinamerikanischer Herkunft. Diese Kurzform des spanischen Wortes Latinoamericano („Lateinamerikaner“) wird vor allem im angloamerikanischen Bereich für US-Bürger benutzt, die selbst oder deren Vorfahren aus Lateinamerika stammen und deren Muttersprache meist Spanisch oder Portugiesisch ist. In den USA wird der Ausdruck häufig synonym zur Bezeichnung der Gruppe der Hispanics gebraucht – jedoch sind Latinos nur ein Teil der hispanischen Bevölkerungsgruppe der USA, während die in den USA lebenden Brasilianer sich zwar als Latinos, nicht aber als Hispanics verstehen.